# Mevania latona
Mevania latona är en fjärilsart som beskrevs av Druce 1890. Mevania latona ingår i släktet Mevania och familjen björnspinnare. Inga underarter finns listade i Catalogue of Life.